# Lukas Løkken
Lukas Løkken  (15. juli 1992  ) er en dansk skuespiller, bedst kendt for at spille "Jack" i En-to-tre-nu!, "Patrick" i The Rain  og "Anders" i Elves .  

## Filmografi
- En-to-tre-nu! (2016)
- The Rain (2018–2020)
- 2 Døgn (2021)
- Elves (2021)